# Crash (álbum de Dave Matthews Band)
Crash es el segundo álbum de estudio de Dave Matthews Band, lanzado el 30 de abril de 1996. 

## Lista de canciones
Todas las canciones fueron compuestas por David J. Matthews, excepto aquellas indicadas:
1. "So Much to Say" (Matthews, Tinsley, Peter Griesar) – 4:06
2. "Two Step" – 6:27
3. "Crash into Me" – 5:16
4. "Too Much" (Matthews, Moore, Tinsley, Lessard, Beauford)– 4:22
5. "#41" – 6:39
6. "Say Goodbye" – 6:12
7. "Drive In, Drive Out" – 5:55
8. "Let You Down" – 4:07
9. "Lie in Our Graves" – 5:42
10. "Cry Freedom" – 5:54
11. "Tripping Billies" – 5:00
12. "Proudest Monkey" – 9:11

## Créditos

### Músicos
- Carter Beauford – batería, percusión y coros.
- Stefan Lessard – bajo.
- Dave Matthews – guitarra acústica y voz.
- LeRoi Moore – Tin Whistle, Saxofón alto, soprano y tenor.
- Boyd Tinsley – Violín eléctrico

Invitado especial:
- Tim Reynolds - guitarra eléctrica y mandolina

- Datos: Q948706